# Mario Calzolari
Mario Calzolari (La Spezia, 12 marzo 1905 – 1951) è stato un calciatore italiano, di ruolo attaccante.
Era conosciuto anche come Calzolari II.

## Carriera
Con lo Spezia esordisce in Promozione nella stagione 1919-1920 e successivamente disputa complessivamente 40 gare in massima serie segnando 7 gol nei campionati di Prima Categoria 1920-1921, Prima Divisione 1921-1922 e 1922-1923.